# Mojeek
Mojeek es un motor de búsqueda localizado en Reino Unido. La búsqueda proporcionada por Mojeek proviene de su índice propio de páginas web.

## Historia
En 2004, el motor de búsqueda empezó como proyecto personal de Marc Herrero en el Centro de Innovación de Sussex. La tecnología de búsqueda fue creada desde cero utilizando mayoritariamente el lenguaje de programación C. Desde que dicho motor de búsqueda se creó, hasta bastante tiempo después, los servidores se alojaron en el dormitorio de Marc.
En 2006, Mojeek se convirtió en el primer motor de búsqueda en tener una política de privacidad de no seguimiento.

## Características clave
Mojeek es un crawler-motor de búsqueda que proporciona una búsqueda independiente al utilizar su índice propio de páginas web, en vez de utilizar resultados de otros motores de búsqueda.